# Język hakö
Język hakö (a. haku) – język austronezyjski używany przez mieszkańców północno-wschodniej części wyspy Buka (Bougainville, Papua-Nowa Gwinea). Według danych z 1982 roku mówi nim 5 tys. osób.
Ethnologue (wyd. 22) podaje, że posługują się nim wszyscy członkowie społeczności. W użyciu jest także język tok pisin.
Jest nauczany w szkołach podstawowych. Zapisywany alfabetem łacińskim. 